# Eucera algeriensis
Eucera algeriensis är en biart som beskrevs av Dalla Torre 1896. Eucera algeriensis ingår i släktet långhornsbin, och familjen långtungebin. Inga underarter finns listade i Catalogue of Life.